# Бяла рокля
„Бяла рокля“ е полски игрален филм от 2003 г., на режисьора Михал Квечински. Премиерата на филма е на 19 юни 2003 г. в Полша.

## Сюжет
Внимание:  Текстът по-долу разкрива сюжета на произведението (или части от него)!
Мачек взема мистериозен стопаджия, времето се влошава, а на пътя излиза шествие на Corpus Christi…

## Актьорски състав
В ролите:
| Актьор               | Роля                    |
| -------------------- | ----------------------- |
| Самбор Чарнота       | Мачек                   |
| Павел Малашински     | Дамян Пшежджецки        |
| Богдан Калюс         | Ришек Сушко             |
| Изабеля Домбровска   | Зоха Сушкова            |
| Елжбета Каркошка     | Сушкова, майка на Ришек |
| Мечислав Хриневич    | свещеник                |
| Бартломей Топа       | помощник на свещеник    |
| Лешек Здун           | Яцек                    |
| Анджей Бея-Заборски  | Кожьо Ковал             |
| Елжбета Окупска      | Ковальова               |
| Дарюш Точек          | Дарек Маевски           |
| Магдалена Смаляра    | Богушя                  |
| Юстина Годлевска     | Божена                  |
| Анджей Анджеевски    | Гаек                    |
| Анна Вишневска       | момиче на Гаек          |
| Грацян Келар         | полицай                 |
| Уршуля Влодарчик     | Памеля Сушковна         |
| Александра Шеменович | Анджелика Ковальовна    |
| МГражина Юхневич     | Завалска                |
| Славомир Роговски    | продавач                |

## Награди
| Година | Място                   | Награда               | Категория      | Номиниран(и)    | Резултат  |
| ------ | ----------------------- | --------------------- | -------------- | --------------- | --------- |
| 2003   | Филмов фестивал в Гдиня | Гдански златни лъвове | Главна награда | Михал Квечински | номинация |